# Copa do Brasil de Rugby
Copa do Brasil de Rugby – organizowane przez Confederação Brasileira de Rugby w latach 2004–2013 rozgrywki o randze pucharu kraju. Ich zwycięzca rozgrywał spotkanie barażowe z najsłabszym zespołem danej edycji mistrzostw kraju. Zawody te były więc de facto drugim poziomem ligowym w kraju do momentu ich zastąpienia przez Taça Tupi.

## Zwycięzcy
| Sezon | Zwycięzca        | Źródło |
| ----- | ---------------- | ------ |
| 2004  | Niterói          |        |
| 2005  | SPAC             |        |
| 2006  | Rio Branco       |        |
| 2007  | BH Rugby         |        |
| 2008  | SPAC             |        |
| 2009  | BH Rugby         |        |
| 2010  | Farrapos         |        |
| 2011  | Ilhabela         |        |
| 2012  | Indaiatuba       |        |
| 2013  | Alecrim FC Rugby |        |